# Dicranum subporodictyon
Dicranum subporodictyon là một loài Rêu trong họ Dicranaceae. Loài này được (Broth.) C. Gao & T. Cao mô tả khoa học đầu tiên năm 1992.